# Ирландия (остров)
Вижте пояснителната страница за други значения на Ирландия.
Ирландия (на ирландски: Éire, [ˈeːɾʲə], на английски: Ireland (Айрланд), олст.-шотл. Airlann [ˈɑːrlən], на латински: Hibernia (Иерна)) е остров в Атлантическия океан, на който се намират Република Ирландия и Северна Ирландия.
Островът е третият по големина в Европа и двадесетият в света. Общата площ на острова е 84 421 km², от които на Република Ирландия принадлежат 70 273 km².
Към 2011 г. населението на острова е 6,4 млн. души, като 4,6 млн. живеят в Република Ирландия, а 1,8 млн. – в Северна Ирландия.
Ирландската култура е оказала значително влияние на други култури, особено в областта на литературата. Наред с основната Западна култура съществува силна култура на коренните народи, изразена в гелските игри, ирландската музика и ирландския език. Културата на острова има много общи черти с Великобритания, включително английския език и такива видове спорт, като футбол, ръгби, конни надбягвания и голф.